# جلان روزنباوم
جلان روزنباوم (بالإنجليزية: Glen Rosenbaum)‏ هو لاعب كرة قاعدة أمريكي، ولد في 14 يونيو 1936.